# Le-Mans-Prototyp

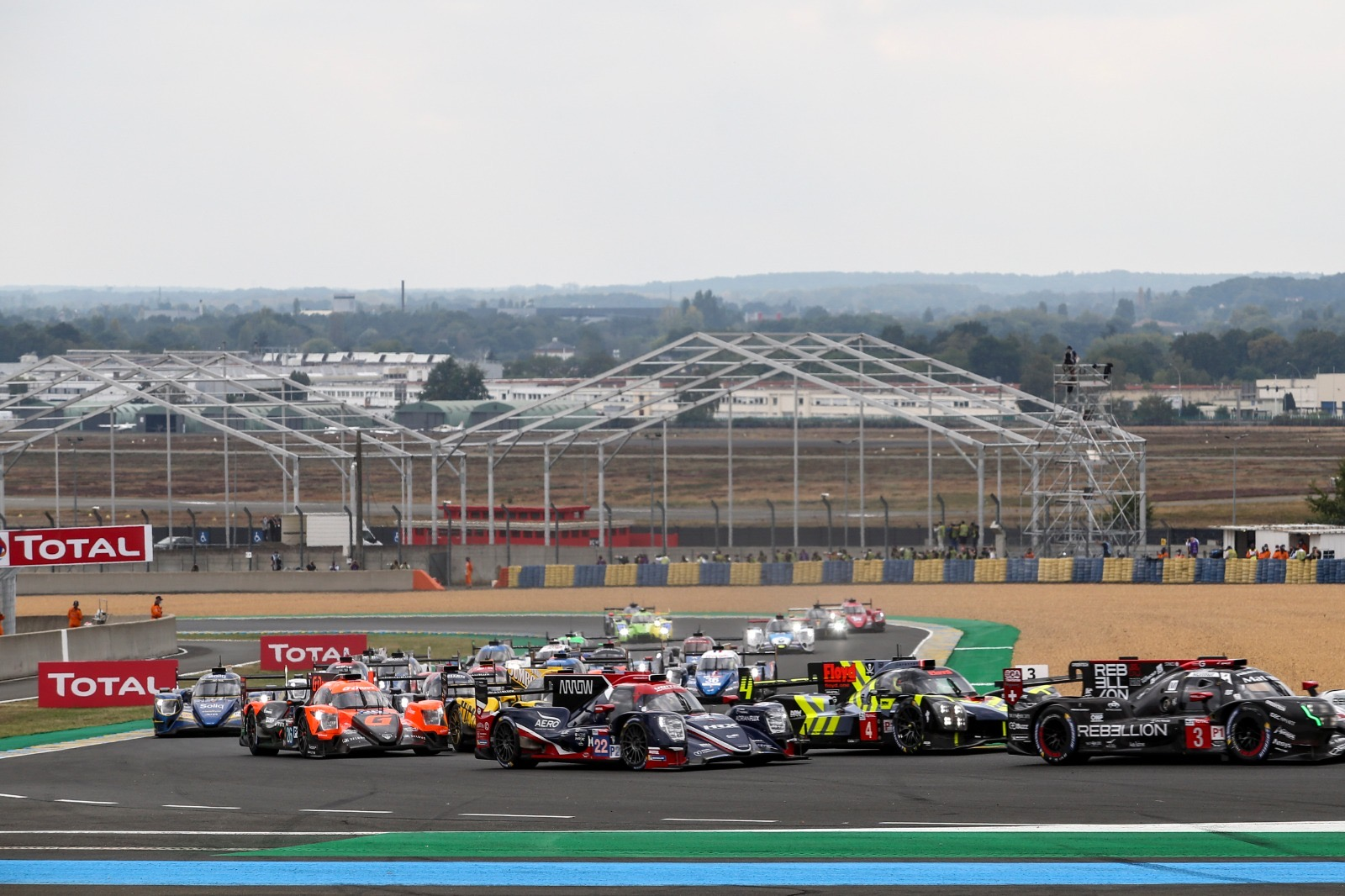
Le Mans 2020, nach dem Rennstart, verschiedene LMP2

Ein Le-Mans-Prototyp (kurz: LMP) ist ein speziell für den Automobilrennsport, insbesondere für Langstreckenrennen wie die 24-Stunden-Rennen von Le Mans, die United SportsCar Championship, European Le Mans Series oder die World Endurance Championship, angefertigter Prototyp. Ursprünglich geschaffen vom Automobile Club de l’Ouest (A. C. O.) sind sie die schnellsten Rennwagen mit geschlossenen Radkästen, die bei Rundkursrennen eingesetzt werden, wobei es auch hier Abstufungen – vergleichbar mit der Formel 1, Formel 2, Formel 3 und Formel 4 – gibt.
Obwohl sie gemeinhin als Le-Mans-Prototypen bekannt sind, wurden für diesen Fahrzeugtyp, je nach Rennserie, verschiedene Namen gebraucht.

## Fahrzeugtypen
Man unterscheidet offene Le-Mans-Roadster (LMR) und geschlossene Le-Mans-Prototypen (LMP). Beide Fahrzeugtypen konnten in beiden Leistungsklassen, zum Beispiel LMR1 oder LMR2, homologiert werden. Geschlossene Fahrzeuge müssen zwingend eine Windschutzscheibe, ein Dach und an jeder Seite eine Tür haben, also ein geschlossenes Cockpit. Obwohl kein Passagiersitz eingebaut ist, wird die minimale Cockpitgröße so festgelegt, dass neben dem Fahrer ein Passagier knapp Platz fände. Beim Roadster spielte der offene Bereich eine wichtige Rolle, weil der abgebende Fahrer oft im Cockpit „auf der Beifahrerseite“ verblieb, um dem einwechselnden Fahrer beim Anschnallen zu helfen.

## Geschichte und Reglemente

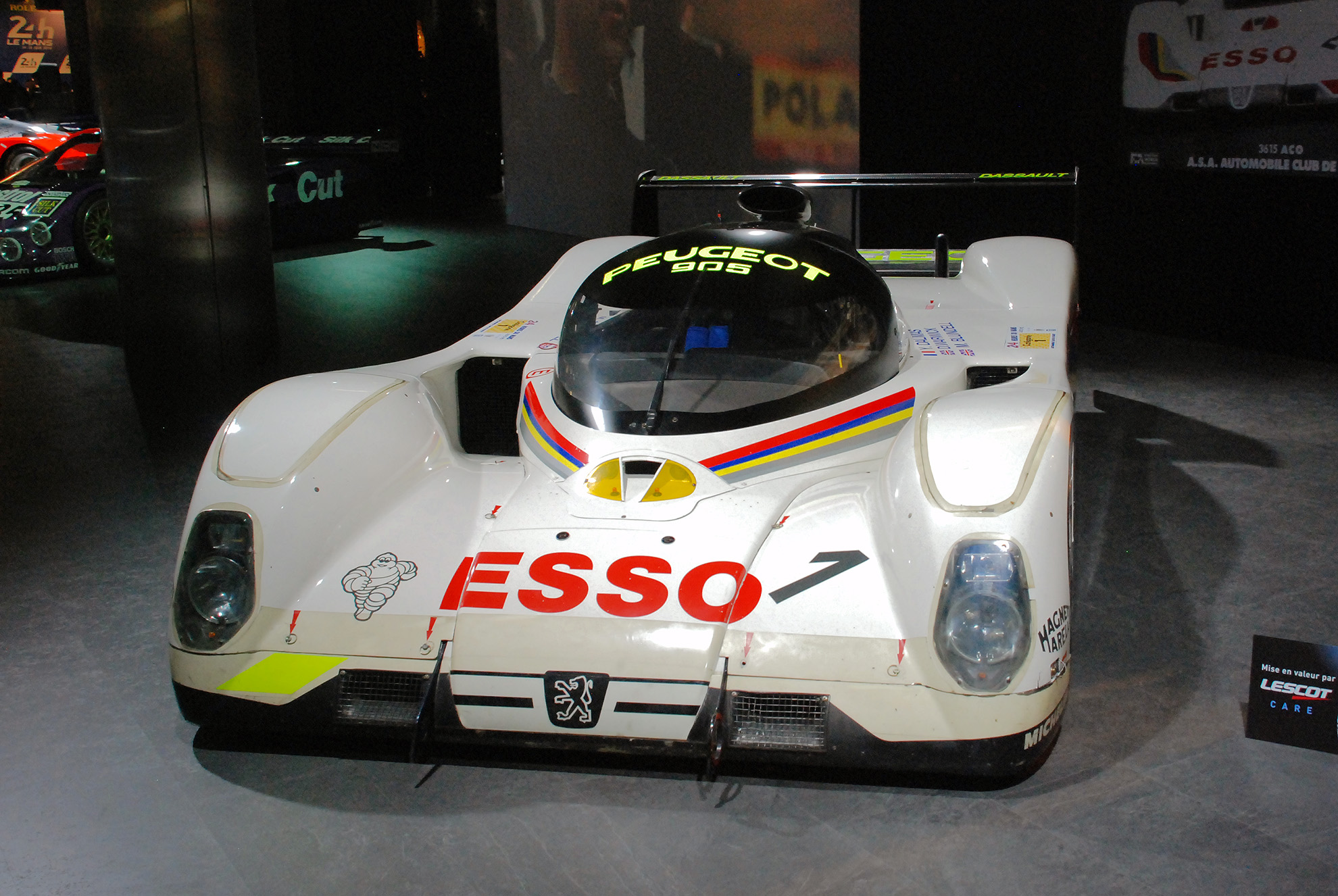
Peugeot 905 Evo 1B #1; Siegerwagen 1992 von Derek Warwick, Yannick Dalmas und Mark Blundell

Den ersten Eindruck, was Le-Mans-Prototypen einmal werden würden, erhielt man beim 24-Stunden-Rennen von Le Mans 1992, das Peugeot mit dem 905 Evo 1B gewinnen konnte. Im Bestreben, die Anzahl der Teilnehmer über die kleine Kategorie der Gruppe-C-Wagen hinaus zu vergrößern, wurden die älteren Porsche 962 für die Kategorie 3 zugelassen. Außerdem wurden kleinere Rennwagen mit offenem Cockpit und modifizierten Straßenmotoren, wie sie auch in kleineren, nationalen Rennserien zum Einsatz kamen, in der Kategorie 4 zugelassen.
Schließlich endeten sowohl die World Sportscar Championship als auch die All Japan Sports Prototype Championship und ließen den teuren Gruppe-C-Prototypen wenig Spielraum zu Wettbewerbseinsätzen außerhalb der 24 Stunden von Le Mans. Mit dem Auslaufen der Gruppe C erlaubte der A. C. O., dass das erste Mal seit vielen Jahren wieder seriennahe Rennwagen zum Einsatz kamen.

### 1994 bis 1999: LMP1, LMP2 & LMPGT

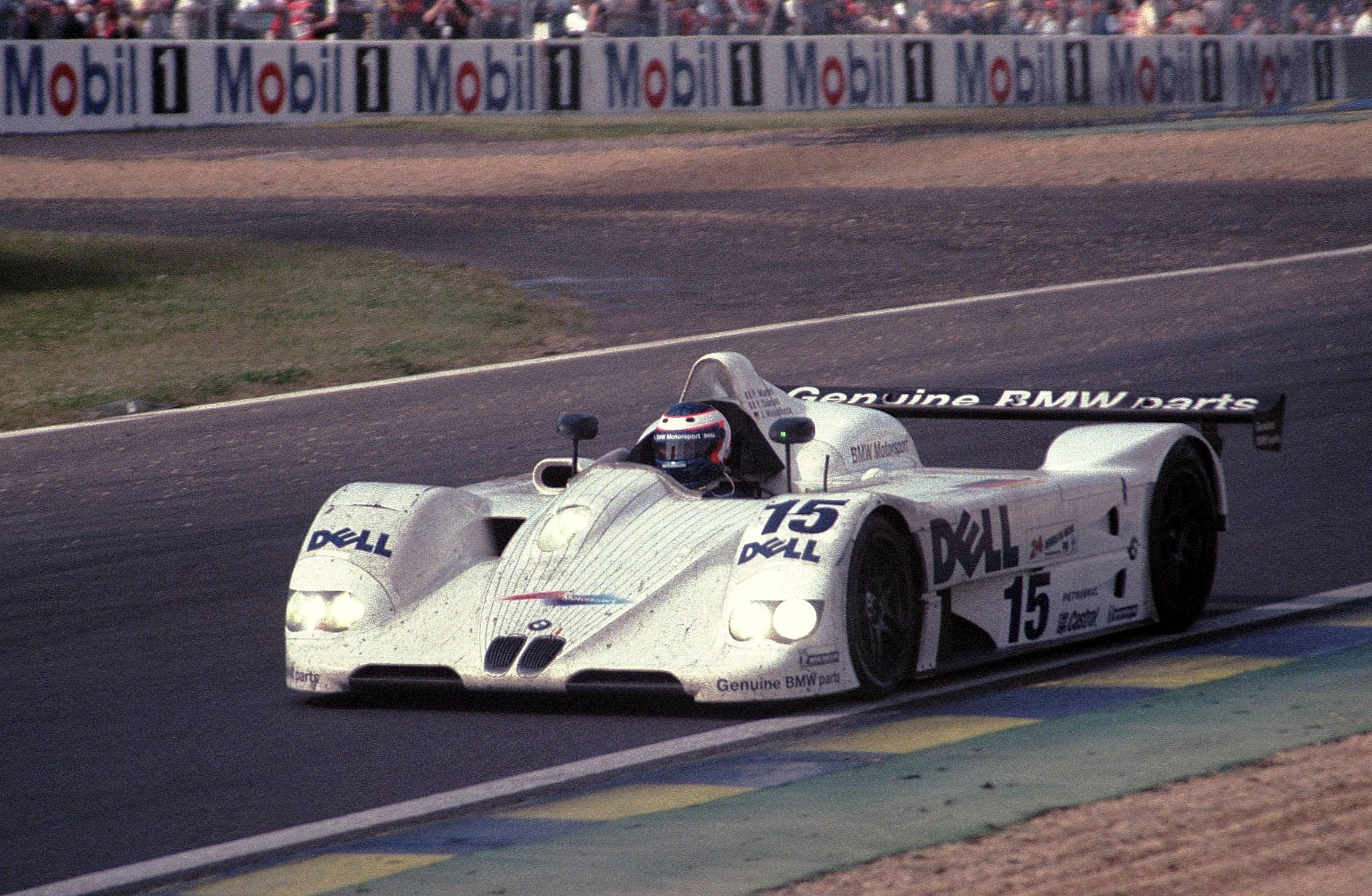
BMW V12 LMR #15; Siegerwagen 1999 von Joachim Winkelhock, Pierluigi Martini und Yannick Dalmas

1993 entwickelte der Automobile Club de l’Ouest ein Reglement für die Nachfolger der Gruppe C: die Le-Mans-Prototypen-Klasse (LMP) sowie die GT1-Klasse. Die LMP-Klasse bestand aus den speziell entwickelten hubraumstarken, oft mit Turboladern ausgestatteten LMP1 und den LMP2 mit kleineren seriennahen Motoren. Die GT1-Klasse war seriennahen Fahrzeugen vorbehalten (beispielsweise der Porsche 911 GT1 oder der Mercedes-Benz CLK GTR). Diese Rennwagen mussten eine Mindeststückzahl von 25 gebauten bzw. straßenzugelassenen Exemplaren aufweisen; LMP-Prototypen betraf diese Regelung nicht.
Nach 1999 trat ein neues Reglement in Kraft. Die bisherige GT1-Klasse wurde abgeschafft, als Ersatz die LMGTP-Klasse geschaffen. Nunmehr mussten für diese Prototypen-GT-Klasse keine Straßenfahrzeuge mehr gebaut werden.

### 2000 bis 2004: LMP900- & LMP675-Reglement

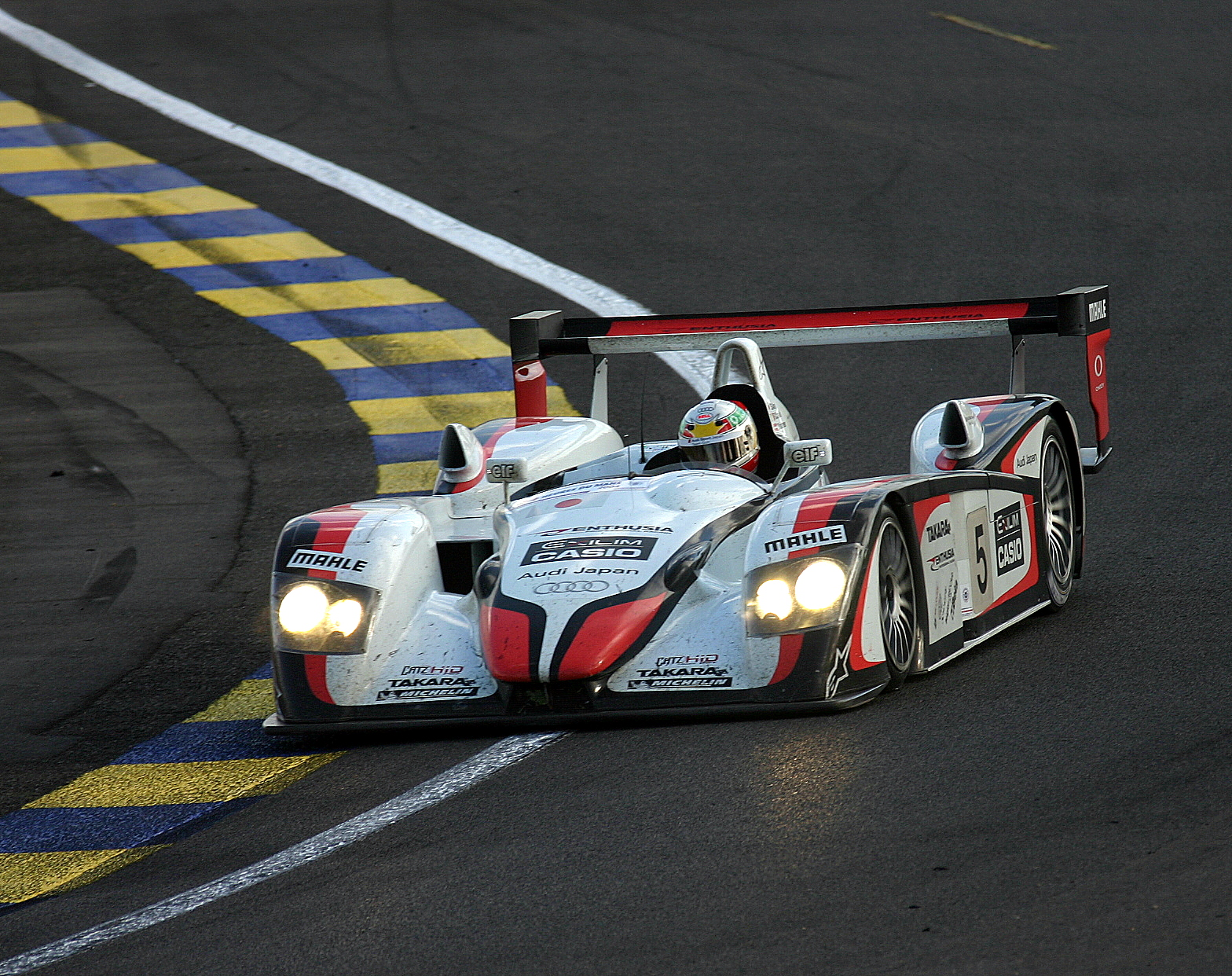
Audi R8 #5; Siegerwagen 2004 von Seiji Ara, Rinaldo Capello und Tom Kristensen

Im Jahr 2000 wurde ein Reglement für zwei Prototypenklassen geschaffen: die LMP900- und die LMP675-Klasse, deren Bezeichnung sich auf das Minimalgewicht der jeweiligen Klasse bezieht. Diese Prototypen durften maximal 4650 mm lang, 1020 mm hoch und 2000 mm breit sein.
Die Motoren der LMP900-Fahrzeuge durften bis zu 6.000 cm³ Hubraum bei nicht aufgeladenen Ottomotoren und 4.000 cm³ bei turboaufgeladenen Motoren haben, die Zylinderanzahl war nicht begrenzt. Motoren der LMP675-Klasse durften maximal 8 Zylinder und 3400 cm³ Hubraum bei nicht aufgeladenen Ottomotoren haben, Turbomotoren maximal 6 Zylinder und 2.000 cm³ Hubraum.
Beide Klassen waren sowohl für private Hersteller als auch für Werke offen. So entwickelten in dieser Zeit Audi, Chrysler, Cadillac und Panoz Fahrzeuge nach dem LMP900-Reglement, während MG ein Fahrzeug nach dem LMP675-Reglement baute.

### 2005 bis 2013: LMP1- und LMP2-Reglement

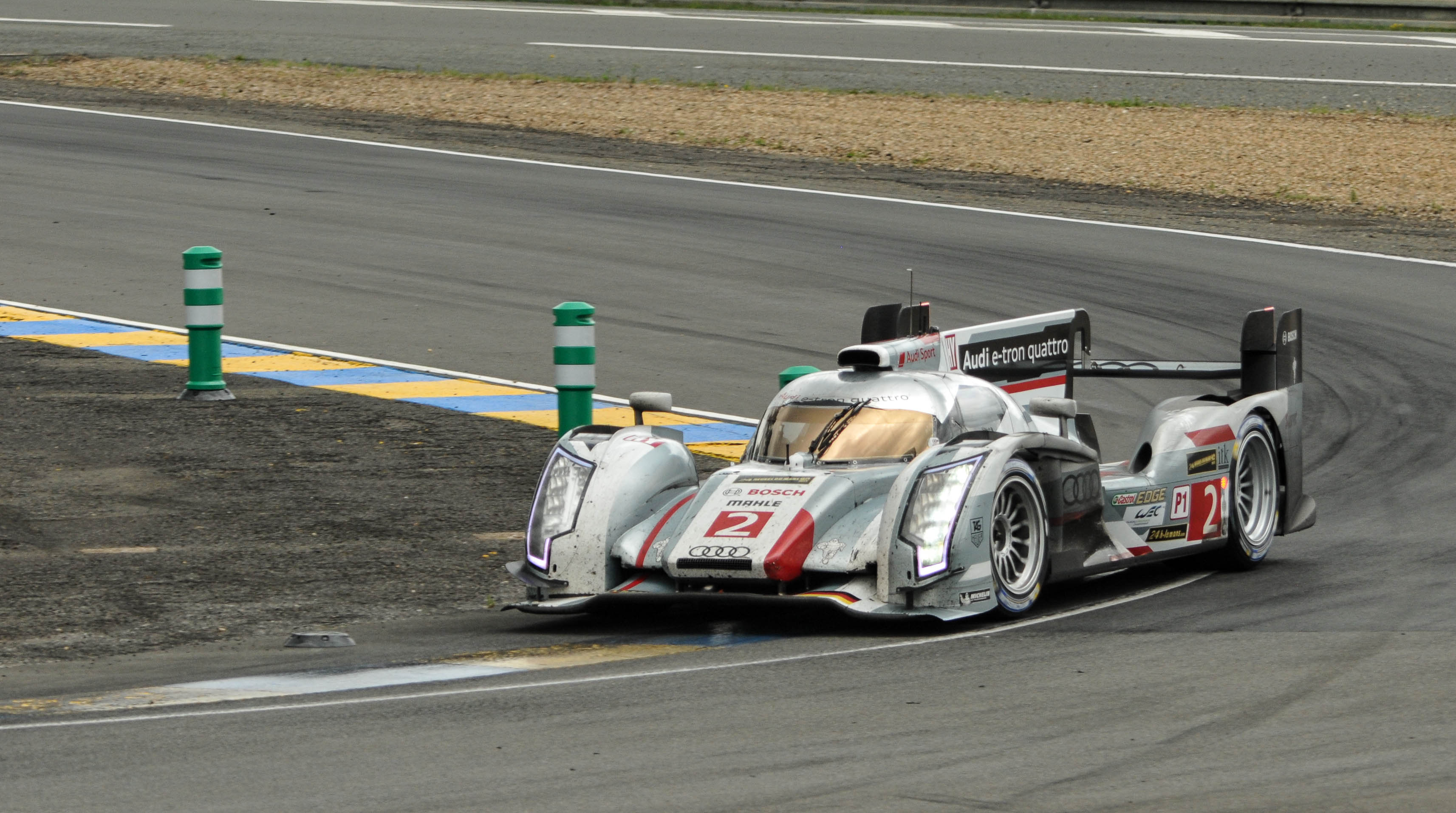
Audi R18 e-tron quattro #2; Siegerwagen 2013 von Allan McNish, Tom Kristensen und Loïc Duval

Im Jahr 2004 begann der Automobile Club de l’Ouest mit der Umstrukturierung der zwei gesamtsiegfähigen Prototypen-Klassen LMP900 und LMP675 in eine hierarchische Struktur mit schnelleren LMP1 für Werks- und professionellere Privatteams und kostengünstigeren LMP2. Das Reglement trat 2005 in Kraft, alle älteren Prototypen durften mit Anpassungen als sogenannte „Hybrids“ bis 2006 weiterhin fahren.
2009 führte der A. C. O. eine Reihe von Modifikationen am technischen Reglement ein. So durften ab 2009 LMP1-Le-Mans-Prototypen mit Energierückgewinnungssystemen an der Meisterschaft teilnehmen. Der Audi R15 TDI und der Peugeot 908 HDi FAP sind Fahrzeuge aus dieser Zeit.
Ab dem Jahr 2011 mussten alle LMP-Prototypen mit einer Finne am Heck ausgerüstet sein, die das Überschlagen des Wagens verhindern sollte.

### 2014 bis 2020: LMP1-, LMP2- und LMP3-Reglement

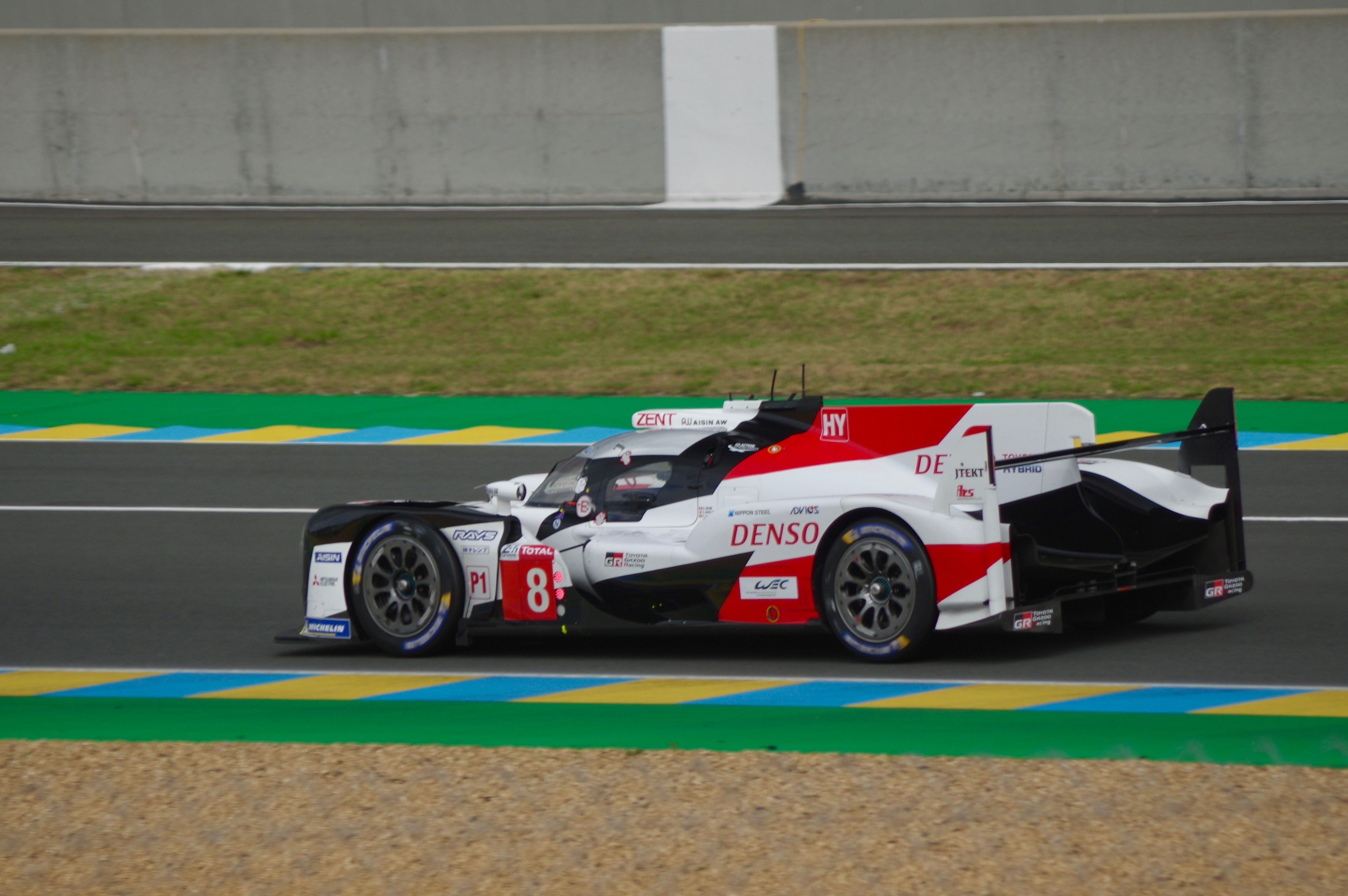
Toyota TS050 Hybrid #8; Siegerwagen 2020 von Sébastien Buemi, Kazuki Nakajima und Brendon Hartley

Der Automobile Club de l’Ouest und die FIA begannen im Jahr 2012 mit der Ausarbeitung des LMP1-Reglements für das Jahr 2014. Die LMP1-Klasse wurde in zwei Kategorien aufgeteilt: LMP1-H und LMP1-L. Das Kürzel „H“ hinter den Namen stand für Hybrid und das Kürzel „L“ für Leichtbau. In der LMP1-H-Kategorie waren die Hersteller verpflichtet, die Prototypen mit Systemen zur Rückgewinnung kinetischer Energie (KERS) auszurüsten. Das Reglement erlaubte Front-, Mittel- oder Heckmotoren; Vorder- oder Hinterradantrieb; Otto- oder Dieselmotoren; Saug- oder Turbomotoren. Die Hybridsysteme durften temporär einen Allradantrieb bewirken. Privatteams hingegen durften nur in der hybridlosen LMP1-L-Klasse teilnehmen. In beiden Kategorien waren ausschließlich geschlossene Fahrzeuge zugelassen. LMP1-Fahrzeuge waren nur in der FIA-Langstrecken-Weltmeisterschaft zugelassen.
Die verschiedenen Hybrid- und Motorensysteme wurden mit einer sogenannten Equivalence of Technology angeglichen, um eine Chancengleichheit zu gewährleisten. Dazu wurde die pro Runde zur Verfügung stehende Energiemenge aus Hybrid- und Verbrennungsmotor herangezogen.
Die bekanntesten – und schnellsten – Fahrzeuge dieser Zeit waren die Porsche 919 Hybrid, Toyota TS050 Hybrid und Audi R18 RP6.

#### Technisches LMP1-Reglement (Stand 2017)
|                      | LMP1-H (Werksteams)                       | LMP1 (Privatteams)                        |
| -------------------- | ----------------------------------------- | ----------------------------------------- |
| Leergewicht:         | 878 kg                                    | 833 kg                                    |
| Länge:               | 4650 mm                                   | 4650 mm                                   |
| Breite:              | max. 1900 mm                              | max. 1900 mm                              |
| Höhe                 | max. 1050 mm                              | max. 1050 mm                              |
| Verbrennungsmotor    | Otto- oder Diesel-Viertakt-Hubkolbenmotor | Otto- oder Diesel-Viertakt-Hubkolbenmotor |
| Hubraum              | nicht limitiert                           | max. 5.500 cm³                            |
| Anzahl der Zylinder  | nicht limitiert                           | nicht limitiert                           |
| Aufladung            | max. 4 bar                                | max. 4 bar                                |
| Energierückgewinnung | max. 2 Energy Recovery Systeme            | keine                                     |
| Tankkapazität:       | 62,3 l Benzin oder 50,1 l Diesel          | 75 l Benzin                               |
| Reifendurchmesser    | max. 28″                                  | max. 28″                                  |
| Reifenbreite         | max. 14″                                  | max. 14″                                  |

- Die max. Kraftstoffdurchflussrate und die Kraftstoffenergie pro Runde waren limitiert. Bei den LMP1-H-Fahrzeugen musste festgelegt werden, wie viel Energie pro Runde zurückgewonnen werden soll (2-, 4-, 6- bzw. 8-MJ-Klasse).
- Biokraftstoffe waren in beiden Klassen erlaubt.
- Die Karosserie musste alle mechanischen Teile verdecken, sodass sie weder direkt von vorne, oben oder der Seite gesehen werden konnten.

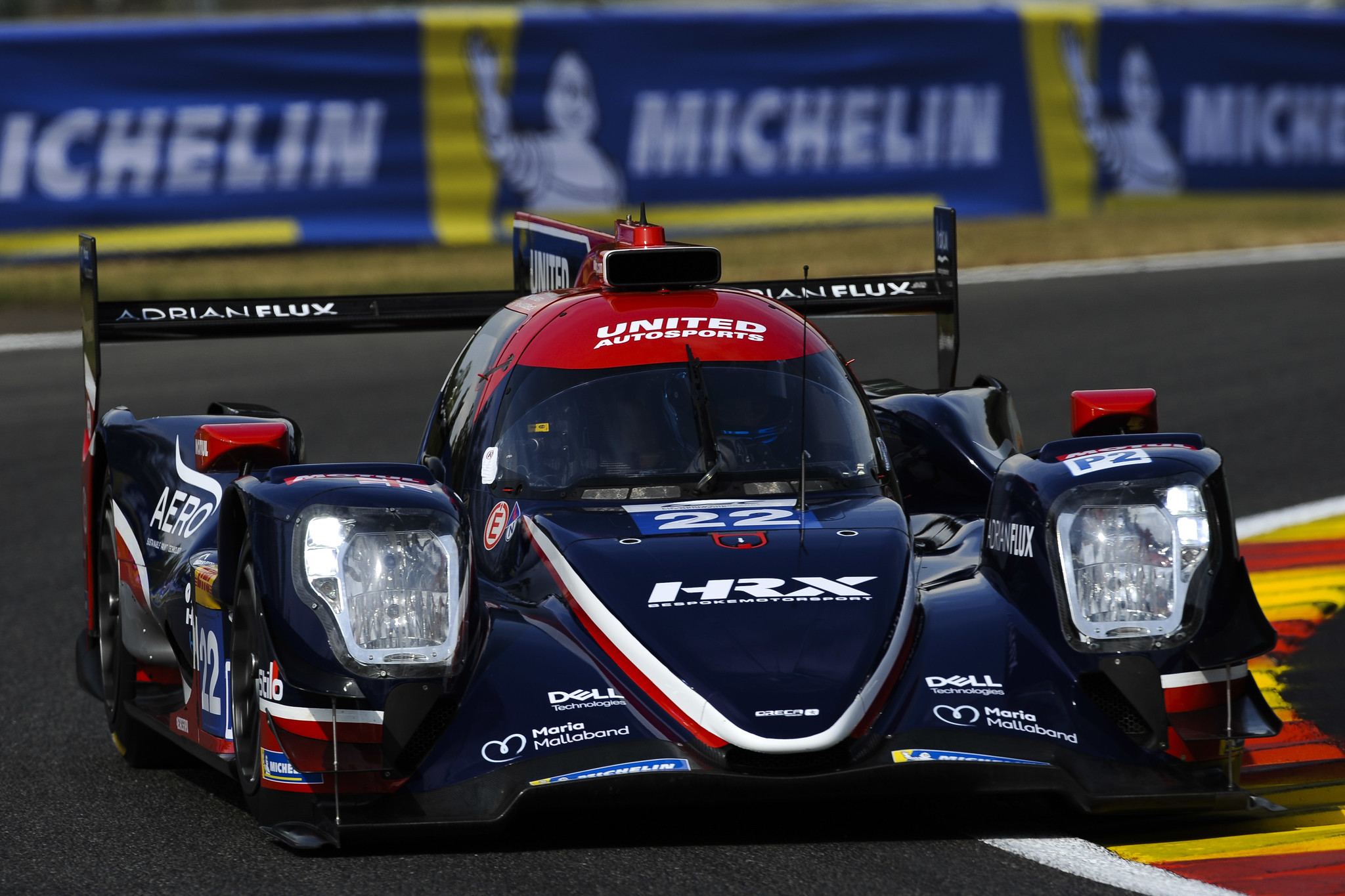
United Autosport-Oreca 07 #22; Siegerwagen 2020 LMP2-Klasse von Filipe Albuquerque, Philip Hanson und Paul di Resta

In der LMP2-Klasse sind seit 2016 aus Sicherheitsgründen nur noch Fahrzeuge mit geschlossenem Cockpit erlaubt. Um ein technisches Wettrüsten in der LMP2-Klasse zu vermeiden, dürfen seit 2017 nur noch vom Automobile Club de l’Ouest zertifizierte Hersteller teilnehmen. Auch wurden viele Bauteile vereinheitlicht, um die Kosten weiter im Rahmen zu halten, wie zum Beispiel ein Gibson-Einheitsmotor oder eine Einheitselektronik. Seit dem Jahr 2017 sind nur noch Fahrzeuge vom A. C. O. zertifizierten Herstellern zugelassen:
- Dallara: P217
- Ligier: JS P217
- Oreca: 07
- Riley-Multimatic: Mk.30 LMP2

#### Technisches LMP2-Reglement (Stand 2017)
Die Fahrzeuge haben ein geschlossenes Cockpit, einen V8-Einheitsmotor des Herstellers Gibson Technology mit 4200 cm³ Hubraum und eine Einheitselektronik von Cosworth. Ein rennbereites Chassis darf nicht mehr als 483.000 € kosten. Außerdem muss jedes Fahrerpaar mindestens einen Amateurfahrer aufweisen (Silber oder Bronze).
| Leergewicht:   | 950 kg                               |
| Länge:         | 4750 mm                              |
| Breite:        | 1900 mm                              |
| Tankkapazität: | 75 l Benzin (seit Saison 2022: 65 l) |

### Seit 2021: LMH-, LMDh-, LMP2- und LMP3-Reglement

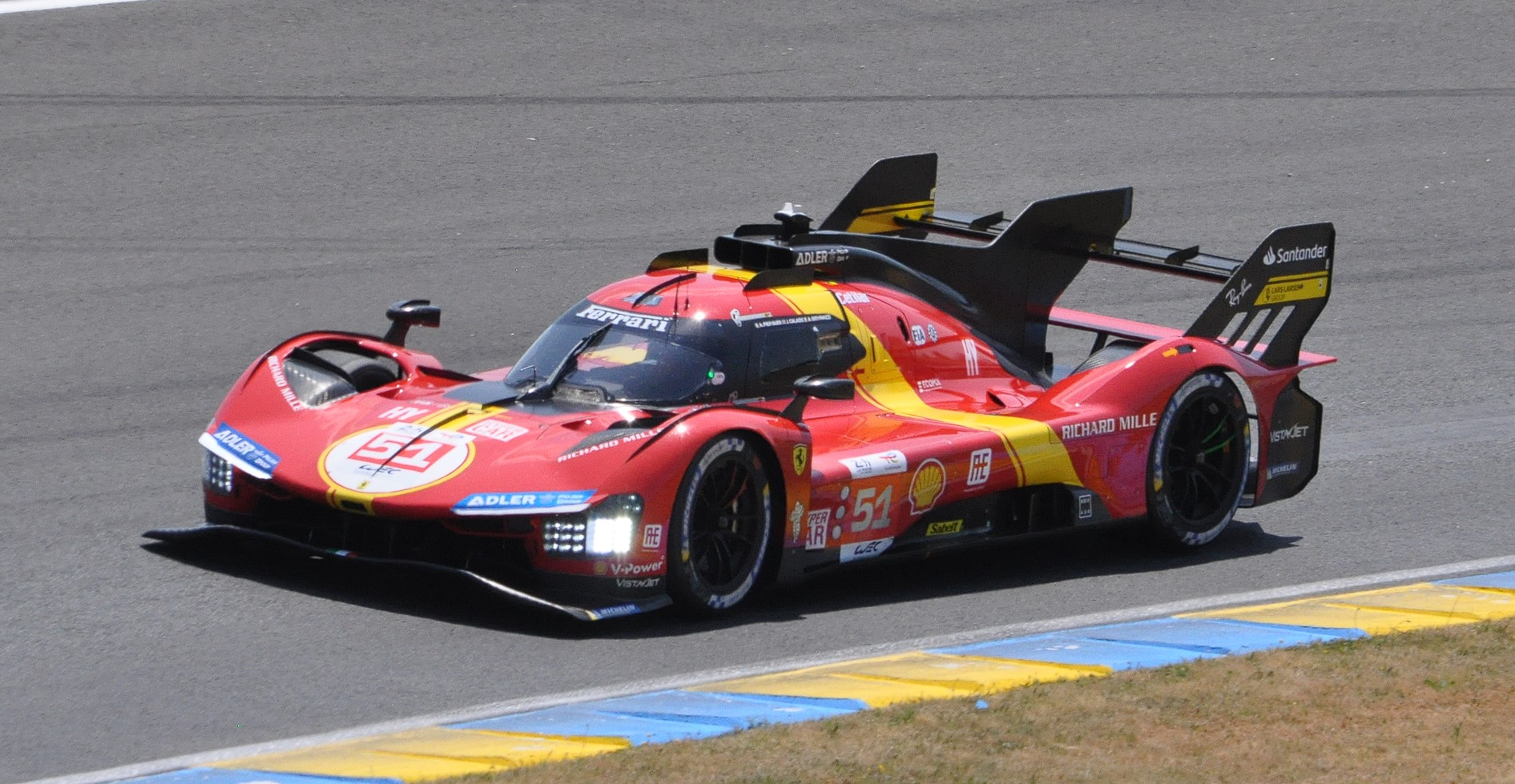
Ferrari 499P #51; Siegerwagen 2023 von Alessandro Pier Guidi, James Calado und Antonio Giovinazzi

Nach dem schrittweisen Rückzug der Hersteller aus der teuren LMP1-Klasse benötigte der A. C. O. ein neues Reglement für eine Gesamtsiegerklasse oberhalb der LMP2, die Privatteams vorbehalten bleiben sollte. Zähe Gespräche zwischen dem A. C. O. und der IMSA führten zu zwei Reglementen, die mittels Balance of Performance (BOP) das Ziel hatten, dass sowohl Fahrzeuge nach dem teureren, dafür freizügigerem LMH-Reglement - Le Mans Hypercar - als auch Fahrzeuge nach dem günstigeren LMDh-Reglement (Le Mans Daytona h) – da auf einem LMP2-Chassis basierend inkl. Einheitshybridsystem – sowohl die 24 Stunden von Le Mans als auch die FIA-WEC-Meisterschaft gewinnen können. Private Teams – wie etwa die Scuderia Cameron Glickenhaus – dürfen auf ein Hybridsystem ganz verzichten.
Vertreter der LMH-Fahrzeuge sind Toyota, Ferrari und Peugeot; Vertreter der LMDh-Fahrzeuge (bei der IMSA heißen diese GTP) sind Porsche, Cadillac, BMW, Lamborghini und Acura. Bei WEC-Rennen und auch umgangssprachlich werden Fahrzeuge beider Klassen Hypercars genannt.
Da ab der Saison 2020/2021 die LMP1-Kategorie durch die wesentlich langsameren Hypercars abgelöst wurde, diese aber trotzdem die Spitze der Sportwagen-WM – FIA WEC – bilden, mussten die LMP2-Motoren rund 40 PS verlieren (von ca. 600 PS auf ca. 560 PS). Um zu verhindern, dass die LMP2-Autos zu nah an die „langsamen“ Hypercars herankommen, wurden auf die Saison 2022 hin weitere Einschnitte in Sachen Leistung (nun ca. 535 PS) und Tankkapazität (nun 65 l) beschlossen, was die Rundenzeiten in Le Mans um rund zehn Sekunden erhöhte.

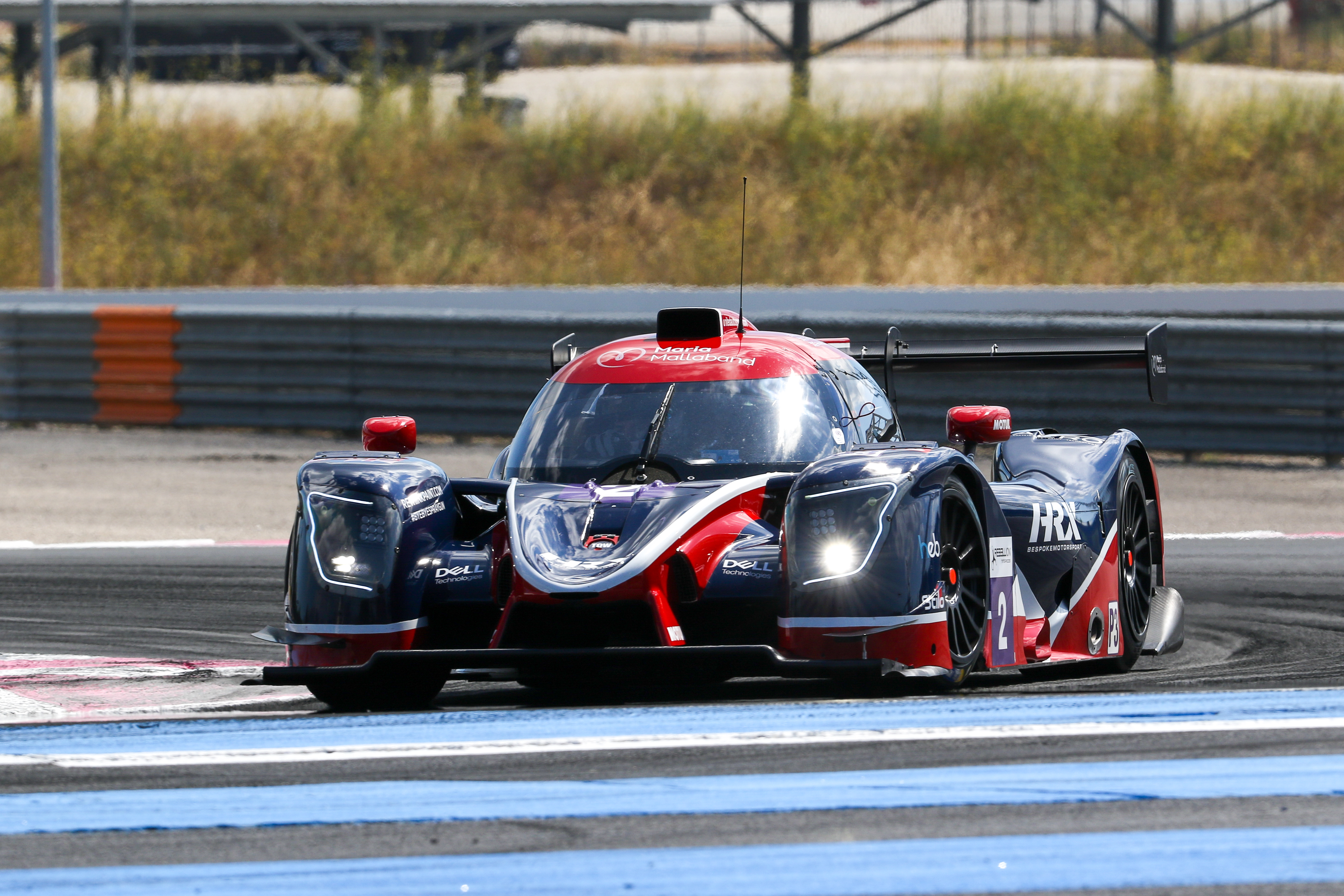
LMP3 von Ligier JS P320 (United Autosports), 2020

Bereits 2014 wurde die LMP3-Klasse angekündigt. Diese Klasse ist als kostengünstiger Einstieg in den Langstrecken- und Prototypensport gedacht. Um die Kosten entsprechend tief zu halten, dürfen nur zertifizierte Hersteller LMP3-Fahrzeuge bauen, außerdem gibt es eine Kostenobergrenze für ein fahrbereites Chassis, das Getriebe kommt von X-Trac und die Fahrzeugelektronik von Magneti Marelli. Es sind nur Fahrzeuge vom A. C. O. zertifizierten Herstellern zugelassen:
- Adess: Adess 03
- Ave-Riley: AR2 LMP3
- Dome: TBA
- Ginetta: Juno LMP3
- Ligier: JS P3
- Norma: M30 LMP3

#### Technisches LMP3-Reglement
Die Fahrzeuge haben ein geschlossenes Cockpit und einen V8-Einheitsmotor von Nissan. Ein rennbereites Chassis darf nicht mehr als 206.000 € kosten.
| Leergewicht:   | 900 kg       |
| Länge:         | 4650 mm      |
| Breite:        | 1900 mm      |
| Tankkapazität: | 100 l Benzin |